# Perito criminal

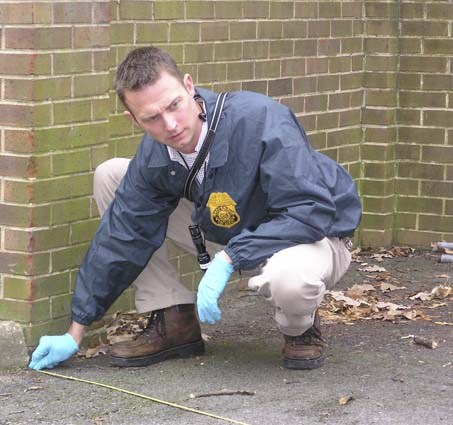
Perito Criminal da Polícia do Exército dos EUA em local de crime

No Brasil, Perito criminal é o servidor público, policial ou não, que está devidamente investido, por concurso público, nos cargos de nível superior elencados na Lei 12.030/2009. Especializado em encontrar ou proporcionar a chamada prova técnica ou prova pericial, mediante a análise científica de vestígios produzidos e deixados na prática de delitos. Os peritos criminais de local de crime realizam a análise da cena de crime, identificando, registrando, coletando, interpretando e armazenando vestígios, são responsáveis por estabelecer a dinâmica e a autoria dos delitos e realizar a materialização da prova que será utilizada durante o processo penal. As atividades periciais são classificadas como de grande complexidade, em razão da responsabilidade e formação especializada revestidas no cargo.
O perito oficial, agindo por requisição da autoridade judicial, pelo ministério público ou pela autoridade policial, estuda o corpo (ou objeto envolvido no delito), refaz o mecanismo do crime (para saber o que ocorreu), examina o local onde ocorreu o delito e efetua exames laboratoriais, entre outras coisas. O perito criminal tem autonomia garantida pela Lei 12.030/2009, não havendo subordinação funcional ou técnica deste perito para com a autoridade requisitante. À semelhança dos magistrados, o Perito age tão somente quando provocado. Em vários Estados, os Institutos de Perícias e de Criminalística, órgãos onde estão lotados os Peritos Criminais, não fazem mais parte da estrutura da Polícia Civil. Nessas localidades a Criminalística tem estrutura administrativa própria. Esse quadro de total independência da Criminalística vem se estabelecendo em muitos desses estados durante as últimas décadas, numa clara tendência de assegurar a autonomia pericial, em todos os sentidos, tornando-a independente da potencial ingerência da autoridade policial, em casos de abuso. Essa posição vai ao encontro do estabelecido no Decreto nº 7.037, de 21 de dezembro de 2009, que aprova o Programa Nacional de Direitos Humanos, e que prevê como um de seus objetivos estratégicos, no âmbito do Ministério da Justiça, a proposição de projeto de lei para proporcionar autonomia administrativa e funcional dos órgãos periciais federais. 

## No Brasil

### Ingresso
O ingresso na carreira é obtido obrigatoriamente por concurso público, que pode ser de provas ou de provas e títulos. Embora o Código de Processo Penal não faça diferenciações entre os tipos de Peritos, eles são divididos em perito criminal, perito médico-legista e perito odonto-legista (redação dada pela lei 12030/09).
O cargo de perito criminal ou criminalístico (podendo ser, como civil, estadual ou federal) exige formação de nível superior em área específica, conforme já adotavam antes da lei 12030/09 diversos Estados e a Polícia Federal, por exemplo: biotecnologia, biologia, biomedicina, computação, contabilidade, engenharia, farmácia, física, fonoaudiologia, matemática, medicina, psicologia, medicina veterinária, química, odontologia, geneticistas, linguistas, bacharéis em letras e em Direito, contadores, foneticistas, engenheiros de áudio, otorrinolaringologistas. Peritos Criminais geralmente trabalham em locais de crime (perícias de natureza externa) e nos Institutos de Criminalística (natureza interna). Médicos Legistas  geralmente trabalham nos Institutos Médicos Legais (IMLs), em conjunto com os Odonto-Legistas, onde também podem trabalhar Peritos Criminais da área Farmacêutica ou Biomédica, responsáveis pelas análises das vísceras e demais vestígios coletados durante os exames de corpo de delito, seja no morto (de cujus) ou na pessoa viva.

### O concurso
Cada estado realiza o seu próprio concurso para peritos criminais, sob autorização do governo. Portanto, o formato desses  concursos varia, mas geralmente incluem tópicos específicos da área de perícia (formação específica exigida), português (com ou sem redação) e direito, além de provas físicas.
Os concursos para Perito Criminal Federal da Polícia Federal, vem sendo divididos em três fases: a primeira fase constituída por prova escrita e uma prova de títulos; a segunda fase consiste de uma prova física (corrida, natação, barra e salto), teste psicológico, exames médicos e investigação social; a terceira fase consiste em um curso de formação na Academia Nacional de Polícia (ANP), com duração média de 5 meses, onde são estudadas uma série de áreas da criminalística e do direito, além da preparação policial (tiro, defesa policial, entre outros). Sendo aprovado na terceira fase, o candidato é nomeado Perito Criminal Federal e passa a exercer a sua função.

### Áreas da perícia
Uma vez ingressado na carreira de Perito Criminal, o profissional poderá atuar em diversas áreas forenses, com intuito principal de coletar provas e apresentá-las, na forma de laudo pericial com validade probatória em juízo. Para isso, o Perito Criminal poderá utilizar técnicas de áreas específicas da criminalística, como documentoscopia, engenharia legal, computação forense e química forense.

### Prova pericial
A perícia criminal, requisitada pela Autoridade Policial, Ministério Público e Judiciário, é a base decisória que direciona a investigação policial e o processo criminal. A prova pericial é indispensável nos crimes que deixam vestígio, não podendo ser dispensada sequer quando o criminoso confessa a prática do delito.
A perícia é uma modalidade de prova que requer conhecimentos especializados para a sua produção, relativamente à pessoa física, viva ou morta, implicando na apreciação, interpretação e descrição escrita de fatos ou de circunstâncias, de presumível ou de evidente interesse judiciário. 
O conjunto dos elementos materiais relacionados com a infração penal, devidamente estudados por profissionais especializados, permite provar a ocorrência de um crime, determinando de que forma este ocorreu e, quando possível e necessário, identificando todas as partes envolvidas, tais como a vítima, o criminoso e outras pessoas que possam de alguma forma ter relação com o crime, assim como o meio pelo qual se perpetrou o crime, com a determinação do tipo de ferramenta ou arma utilizada no delito.
Apesar de o laudo pericial não ser a única prova, e entre as provas não haver hierarquia, ocorre que, na prática, a prova pericial acaba tendo prevalência sobre as demais. Isto se dá pela imparcialidade e objetividade da prova técnico-científica enquanto que as chamadas provas subjetivas dependam do testemunho ou interpretação de pessoas, podendo ocorrer uma série de erros, desde a simples falta de capacidade da pessoa em relatar determinado fato, até o emprego de má fé, onde exista a intenção de distorcer os fatos.
A perícia criminal encontra-se atualmente em processo de expansão no Brasil, com início de valorização por parte das autoridades, mas em curso demasiadamente lento, o que faz com que o Perito Criminal ainda seja visto através de uma fachada de filmes de Hollywood, o que não se aplica à realidade brasileira.
A execução das perícias criminais é de competência exclusiva dos Peritos Criminais. Essa afirmação é reforçada pela Lei 12030 de 2009, que estabelece que o Perito Oficial a que se refere o Código de Processo Penal são o Perito Criminal, o Perito Médico-Legista e o Perito Odonto-Legista.  
Prova pericial (ou arbitramento)  pode ser dividida em:
a) Exame - concernente à inspeção de pessoas e bens móveis;
b) Vistoria - concernente à inspeção de bens imóveis
c) Avaliação - estimativa do valor do bem de acordo com as prerrogativas de mercado.

### Características Processuais dos peritos
- São órgãos estáticos (só agem por requisição e não de ofício), à semelhança dos Juízes;
- São órgãos dotados de formação universitária plena;
- Transformam-se em órgãos dinâmicos, quando regularmente requisitados por autoridade competente (policial, policial militar, judiciária penal, judiciária militar, ministério público), como os Juízes, ao receberem a denúncia ou a queixa.[5]

### Atribuições legais
São atribuições legais dos Peritos Criminais:
- Supervisionar, coordenar, controlar, orientar e executar perícias criminais em geral;[3]
- Planejar, dirigir e coordenar as atividades científicas;[3]
- Fornecer elementos esclarecedores para a instrução de inquéritos policiais e processos criminais;[6]
- Promover o trabalho especializado de investigação e pesquisa policial;[6]
- Executar atividades técnico-científicas de nível superior de análises e pesquisas na área forense;[7]
- Proceder a levantamentos topográficos e fotográficos e a exames periciais, laboratoriais, odonto-legais, químico-legais e microbalísticos;[8]
- Emitir parecer sobre trabalhos criminalísticos;[8]
- Produzir laudos periciais;[8]
- Elaborar estudos estatísticos dos crimes em relação à criminalística;[8]
- Praticar atos necessários aos procedimentos das perícias policiais criminais;[9]
- Executar as atividades de identificação humana, relevantes para os procedimentos pré-processuais judiciais;[9]
- Desempenhar atividades periciais relacionadas às atribuições legalmente reservadas às classes profissionais a que pertencem.[10]

### Atividades desenvolvidas
As atividades desenvolvidas pelos peritos são de grande complexidade e de natureza especializada, tendo por objeto executar com exclusividade os exames de corpo de delito e todas as perícias criminais necessárias à instrução processual penal, nos termos das normas constitucionais e legais em vigor, exercendo suas atribuições nos setores periciais de: Acidentes de Trânsito, Auditoria Forense, Balística Forense, Documentoscopia, Engenharia Legal, Perícias Especiais, Fonética Forense, Identificação Veicular, Informática, Local de Crime Contra a Pessoa, Local de Crime Contra o Patrimônio, Meio Ambiente, Multimídia, dentre outros.
A função mais relevante do Perito Criminal é a busca da verdade material com base exclusivamente na técnica. Não cabe ao Perito Criminal acusar ou suspeitar, mas apenas examinar os fatos e elucidá-los. Desventrar todos os aspectos inerentes aos elementos investigados, do ponto exclusivamente técnico.

### Autonomia hierárquica
Como consequência dos protestos, bem como da supracitada valorização das carreiras envolvidas na perícia criminal, muitos Estados separaram a estrutura dos Institutos de Perícias e de Criminalística das Polícias Civis, resultando na autonomia administrativa, técnica e funcional.
Em grande parte dos Estados da Federação, o Perito Criminal continua integrando uma das várias carreiras existentes nas Polícias Civis, as quais, por força constitucional, são dirigidas, exclusivamente, pelos Delegados de Polícia de carreira. Esse quadro tem mudado nas últimas décadas, onde diversos estados da federação tem se movimentado para prover a autonomia pericial. Atualmente os seguintes Estados possuem organismos periciais desvinculados da polícia civil:AL - Centro de Perícias Forenses (CPFOR); AP - Polícia Técnico-Científica (POLITEC); BA - Departamento de Polícia Técnica (DPT); CE - Perícia Forense do Ceará (PEFOCE); GO - Superintendência de Polícia Técnico-Científica; MS - Coordenadoria-Geral de Perícias (CGP); MT - Perícia Oficial e Identificação Técnica (POLITEC); PA - Centro de Perícias Científicas (CPC); PB - Instituto de Polícia Científica (IPC); PE - Gerência Geral da Polícia Científica (GGPOC); PR - Polícia Científica; RN - Instituto Técnico-Científico de Polícia (ITEP); RS - Instituto Geral de Perícias (IGP); SC - Instituto Geral de Perícias (IGP); SE - Coordenadoria Geral de Perícias (COGERP); SP - Superintendência da Polícia Técnico-Científica (SPTC); TO - Departamento de Polícia Técnica e Cientifica e, mais recentemente, RO - Superintendência de Polícia Técnico-Científica (POLITEC).
Essa é uma tendência que claramente busca assegurar a autonomia pericial, tornando-a independente da potencial ingerência da autoridade policial, o que poderia ocorrer em casos onde o perito deva examinar vestígios relacionados a eventuais abusos de autoridade, uma situação possível principalmente em crimes relacionados à afronta aos direitos humanos. Essa tendência de desvinculação vai ao encontro do estabelecido no DECRETO Nº 7.037, DE 21 DE DEZEMBRO DE 2009, que aprova o Programa Nacional de Direitos Humanos, e que prevê como um de seus objetivos estratégicos, no âmbito do Ministério da Justiça, a proposição de projeto de lei para proporcionar autonomia administrativa e funcional dos órgãos periciais federais. 
As associações de classe dos Peritos Criminais ressaltam que tal movimentação decorre da inexistência no ordenamento jurídico de uma necessária subordinação administrativa do perito à autoridade requisitante dos exames (podendo ser ela o juiz, o delegado de polícia ou o ministério público), tampouco de qualquer subordinação funcional além daquela estrita e necessariamente estabelecida no Código de Processo Penal, onde determina-se que o Perito fará os exames conforme o requisitado pelas autoridade policial ou judiciária. Segundo postulam, extrapolar os conceitos da subordinação necessária pode levar a se estabelecer situações de dependência que possam comprometer a imparcialidade dos exames periciais, haja vista a possibilidade inafastável de coerção administrativa ou assédio moral, ainda que de forma velada, por parte de superiores hierárquicos, sendo necessário assegurar, acima de qualquer coisa, a subordinação do perito à correção técnica e a busca pela verdade material, por meio de sua autonomia técnica, adminstrativa e funcional. 
Seja ou não o órgão pericial pertencente aos quadros policiais civis, deve-se observar que a autonomia pericial não faz com que a prova pericial seja inatacável e tampouco isso lhe afasta a possibilidade de contraditório, uma vez que, às partes será assegurada a indicação de assistentes técnicos, e ao Magistrado é assegurado o poder de decisão, não ficando o Magistrado adstriro ao laudo do Perito, conforme Art. 182 do Código de Processo Penal:
Art. 182.  O juiz não ficará adstrito ao laudo, podendo aceitá-lo ou rejeitá-lo, no todo ou em parte.
Dessa forma, o próprio código de processo penal, deixa clara as relações de independência técnica e funcional que deve existir entre o Perito Oficial e a Autoridade Policial, pois estabelece que cabe ao juiz (e somente a este), rejeitar, no todo ou em parte, o Laudo produzido.